# Loretokapelle (Wolfegg)

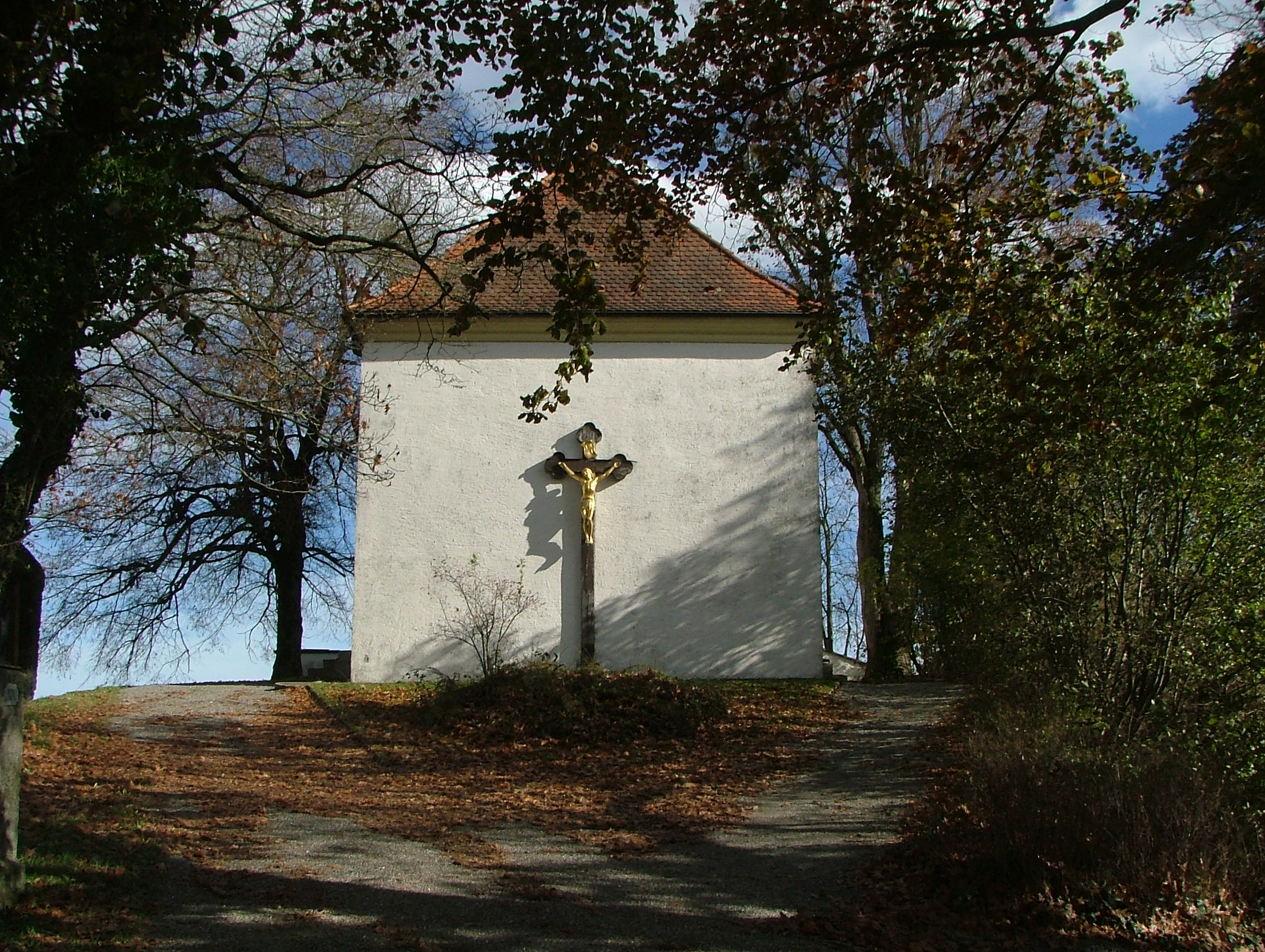
Loretokapelle Wolfegg

Die Loretokapelle Wolfegg ist eine Loretokapelle südlich von Wolfegg im Landkreis Ravensburg in Baden-Württemberg. Am südlichen Ortsrand von Wolfegg weisen Kreuzwegstationen auf diesen nahe gelegenen Wallfahrtsort hin.
Die Loretokapelle von Wolfegg ist eine Nachbildung der Casa Santa, des Heiligen Hauses. Es ist das Haus der Gottesmutter Maria, das der Legende nach von Engeln aus dem Heiligen Land nach Loreto in Italien übertragen wurde. Nach und nach entstanden vor allem im 17. Jahrhundert in Süddeutschland zahlreiche Nachbildungen des Heiligen Hauses. Graf Maximilian Willibald von Waldburg-Wolfegg bestimmte im Jahr 1668 testamentarisch den Bau einer Casa Santa, nachdem er zu Lebzeiten keine Zeit gefunden hatte, nach Loreto zu pilgern.
Die Kapelle ist ein fast fensterloser, dunkler, tonnengewölbter Raum, eine Nachbildung der Kapelle in Loreto, jedoch größer im Maßstab. Auch das Gnadenbild ist eine genaue Kopie des Originals von Loreto und wurde 1707 in großer Prozession in die Kapelle getragen. In der Barockzeit war es mit kostbarem Goldbrokat und Silberschmuck verziert. Zuletzt wurde die Loretokapelle im Jahr 1968 renoviert. Im Inneren legte man die übertünchten Fresken wieder frei und stellte die ursprüngliche Backsteinbemalung wieder her.

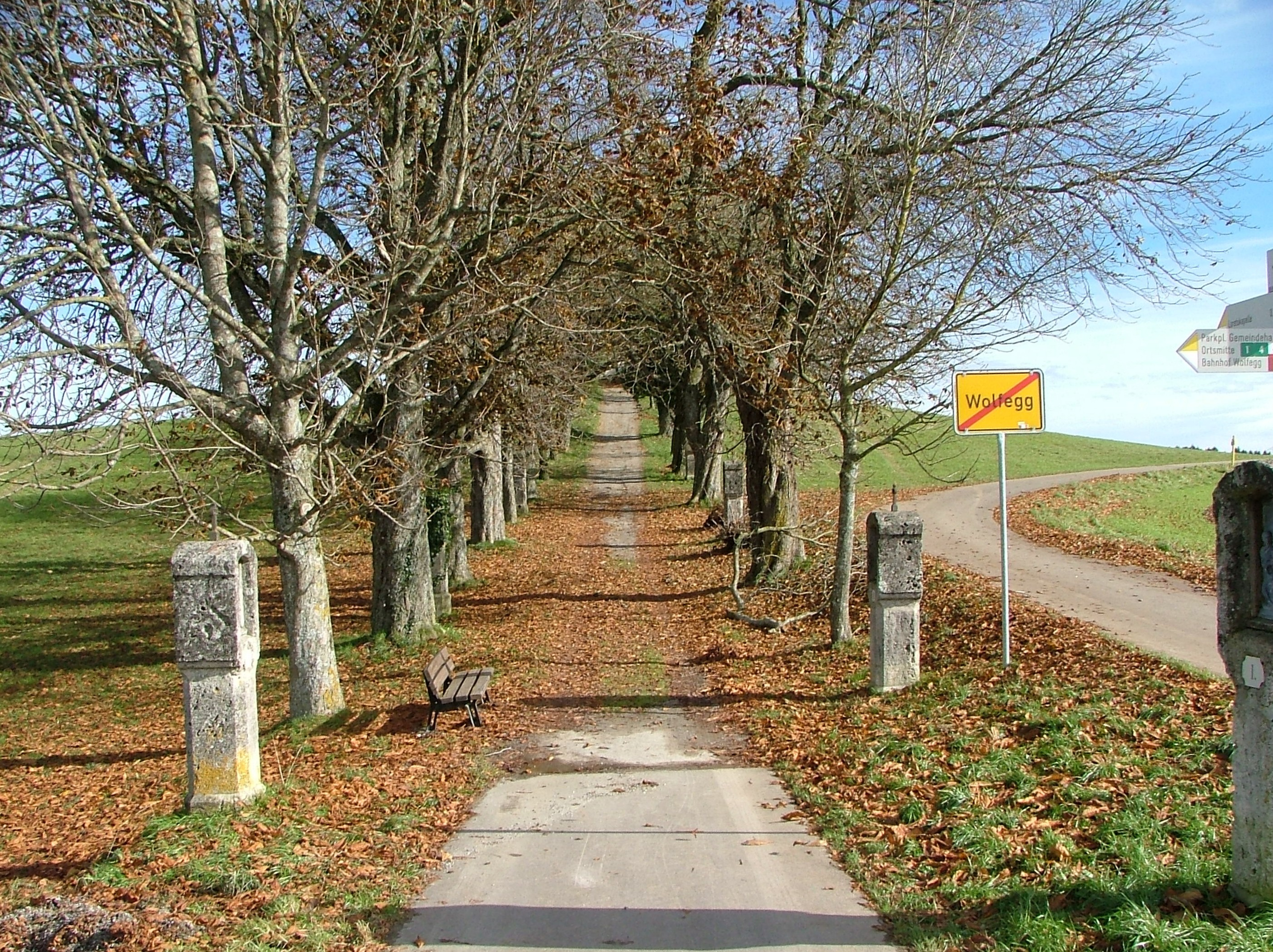
Ein Kreuzweg, gesäumt von Kastanien und Robinien, führt bergauf zur Loretokapelle.
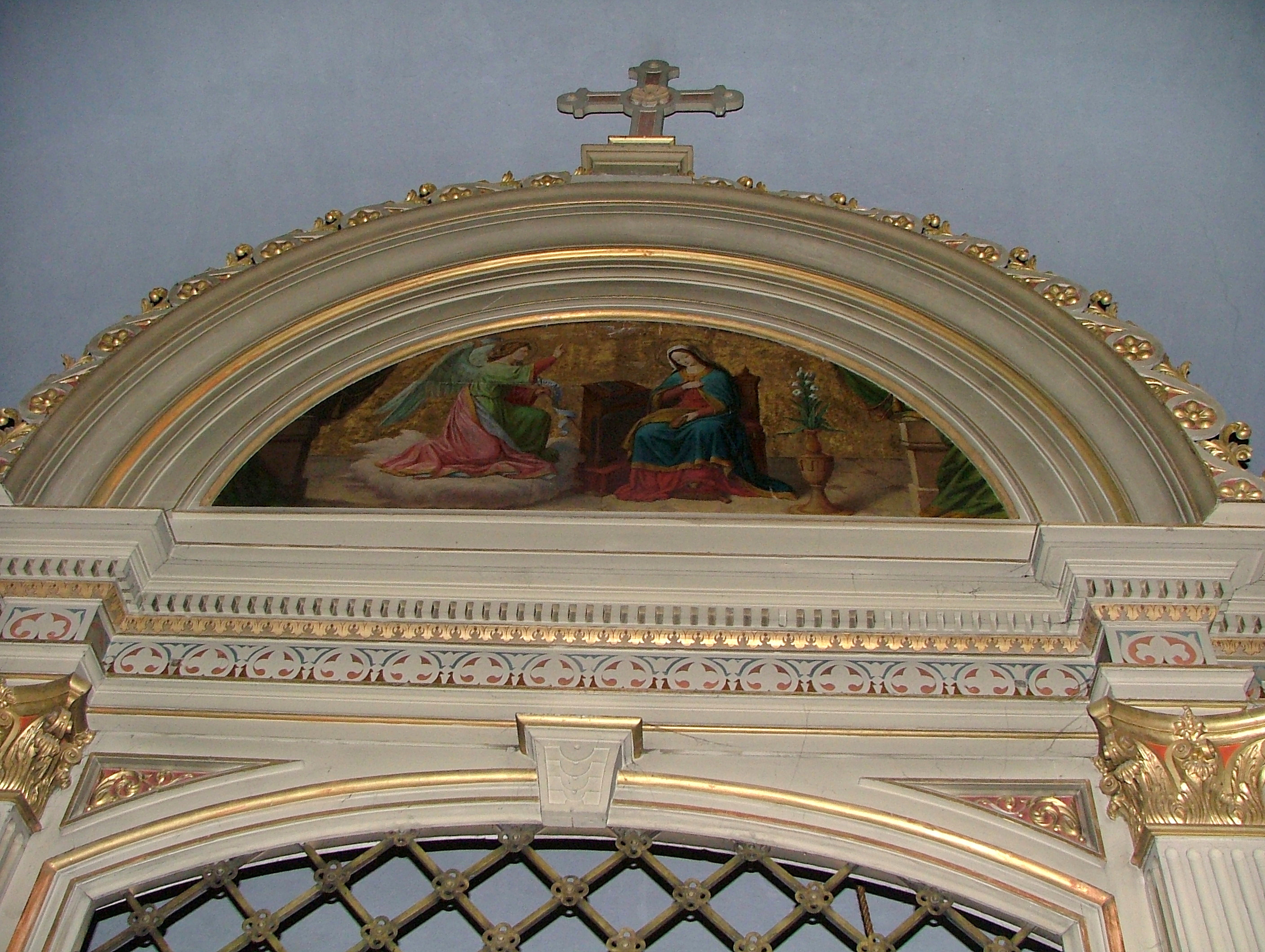
Halbkreisförmiger Aufsatz mit Maria Verkündigung
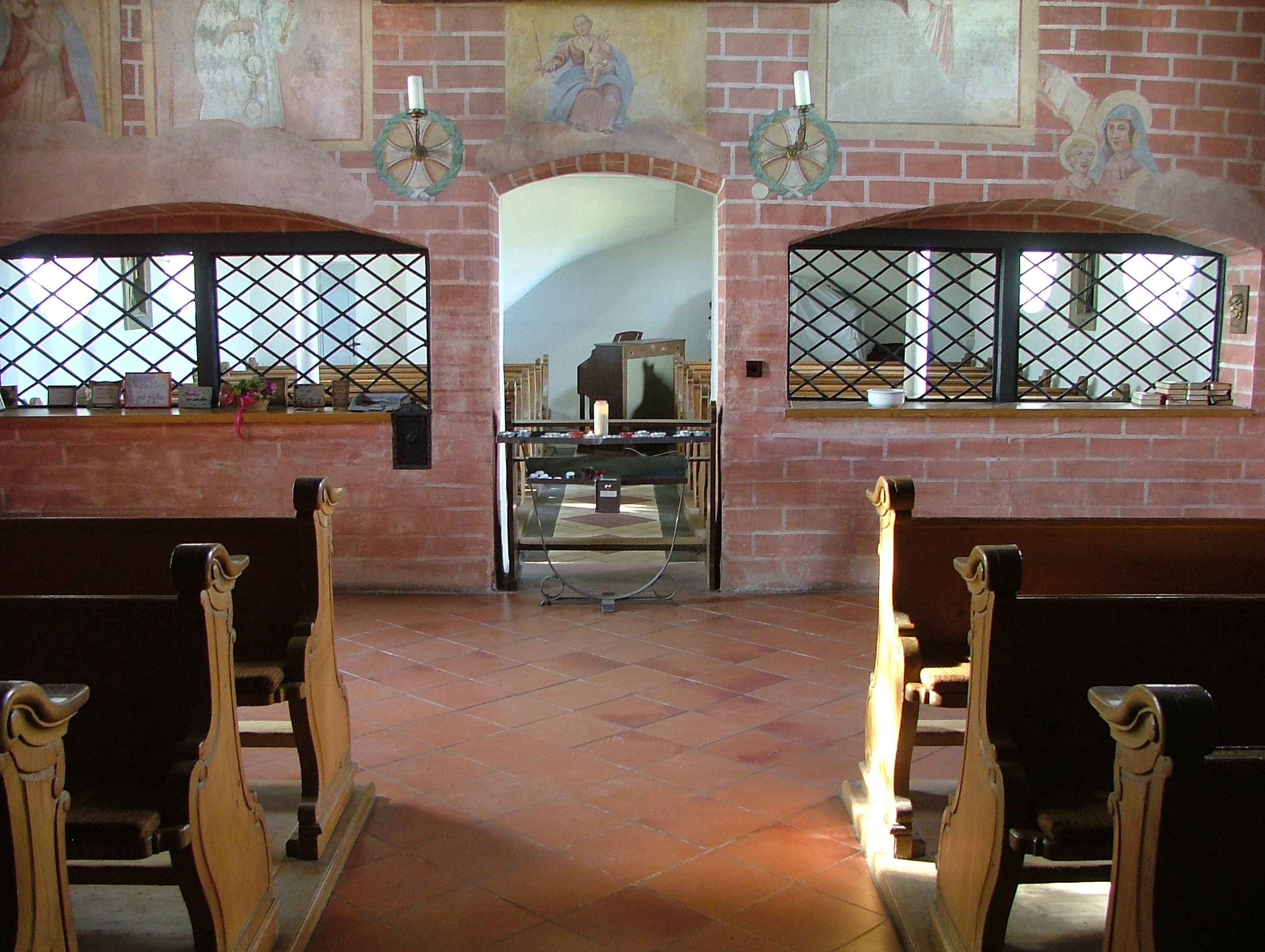
Ikonostasenmäßige Trennwand zum zweigeschossigen Oratorium.
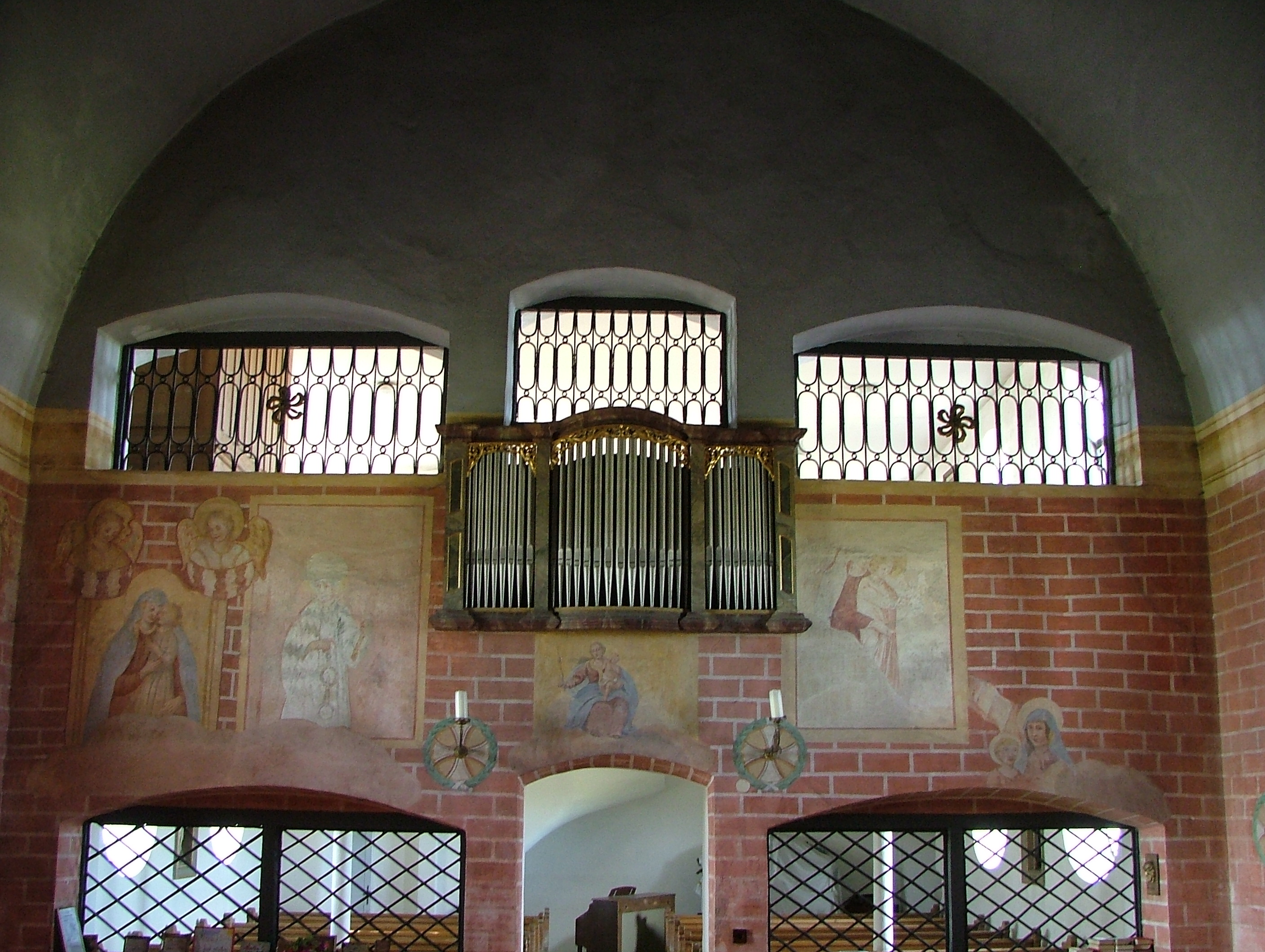
Rundgewölbter Innenraum, eine Nachbildung der Casa Santa
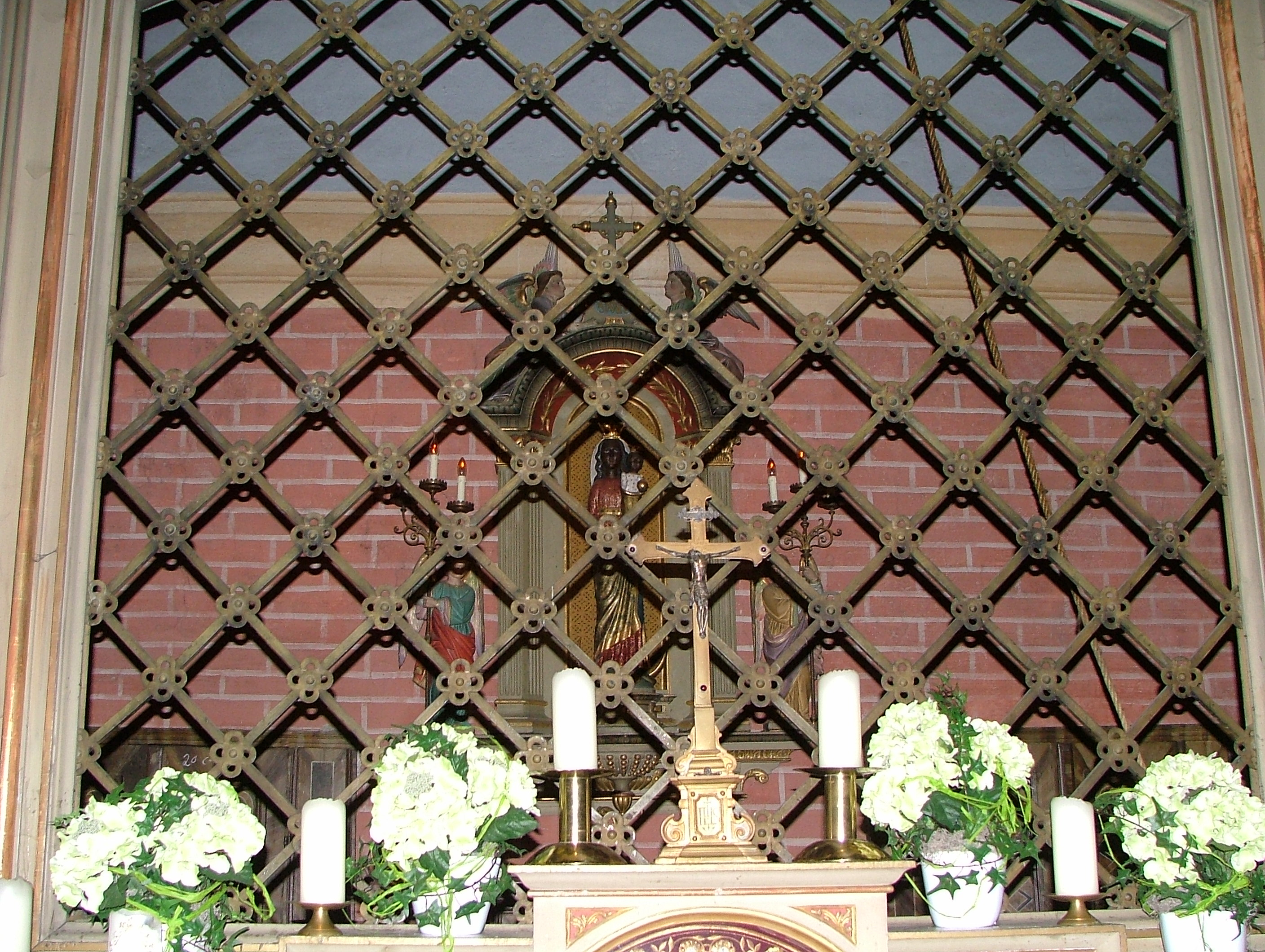
Gitter vor dem Altar mit dem Gnadenbild
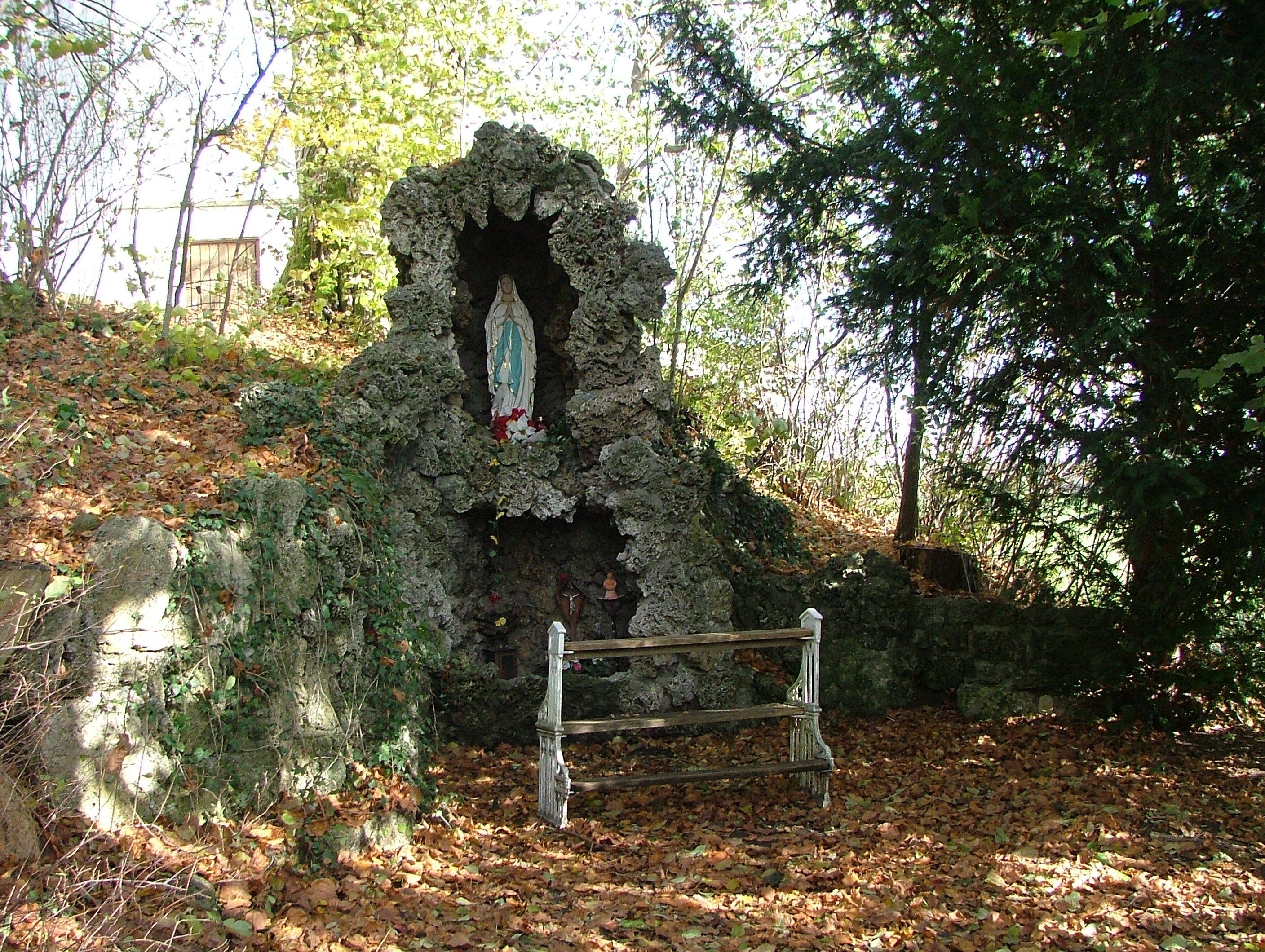
Die Lourdesgrotte neben der Kapelle wurde 1908 errichtet.

## Geschichte

### Ursprung und Baugeschichte
Die Idee zum Bau der Loretokapelle entstand aus einem Gelübde des Erbtruchsesses Max Willibald († 1667). Da ihm eine Pilgerreise zum berühmten Gnadenort Loreto in Italien verwehrt wurde, dem legendären Ort, an dem das Heilige Haus Marias im 13. Jahrhundert durch Engel oder Kreuzritter übertragen worden sein soll, er bestimmte testamentarisch den Bau einer Kapelle in Wolfegg. Die Kapelle wurde 1668 fertiggestellt.
Unter Graf Ferdinand Ludwig wurde die Kapelle 1706/1707 um ein westliches Oratorium und die östlich angebaute Einsiedelei erweitert, in der heute der Kapellenmesner wohnt. Die feierliche Kirchweihe durch den Konstanzer Bischof erfolgte am 20. Oktober 1711. Seit diesem Zeitpunkt wurden keine baulichen Veränderungen mehr vorgenommen.

### Religiöses Leben und Ausstattung
Die Loretokapelle ist ein lebendiges Zentrum des religiösen Lebens: Seit 1726 wird täglich um 15 Uhr der Rosenkranz gebetet, und die Wolfegger Rosenkranzbruderschaft besteht seit 1695. Am ersten Samstag im Monat findet eine heilige Messe statt.
Das Herzstück der Kapelle ist das Gnadenbild der schwarzen Madonna, eine genaue Kopie des Loreto-Gnadenbildes. Dieses Bild wurde am 28. November 1707 feierlich in einer großen Prozession in die Kapelle überführt, nachdem es zuvor in Loreto geweiht worden war. Eine Lourdesgrotte wurde 1912 südlich der Kapelle errichtet.

### Renovierungen und jüngste Ereignisse
Die Kapelle wurde im Laufe der Jahrhunderte mehrfach renoviert, unter anderem 1877 und 1966–1968, wobei bei letzterer Renovierung Fresken im Innern freigelegt wurden.
Vor dem Brand 2018 waren bereits Schäden am Bauwerk festgestellt worden: Der Dachstuhl war marode und es gab Feuchtigkeit an den Wänden.
Der Brand im September 2018, vermutlich durch eine vergessene Kerze ausgelöst, verursachte erhebliche Schäden an der Kapelle. Die darauf folgende, umfassende Sanierung von 2020 bis 2022 belief sich auf rund eine halbe Million Euro. Der Großteil der Kosten floss in die Instandsetzung des bereits maroden Dachstuhls und der Grundmauern, einschließlich der Erneuerung angefaulter Eckpfeiler des Turms zur Wiederherstellung der Statik. Auch Entrußungs- und Malerarbeiten sowie die Ausbesserung des Putzes wurden durchgeführt. Die Finanzierung erfolgte durch die Kirchengemeinde, die Gebäudeversicherung (für die Brandschäden), das Denkmalamt und das Bischöfliche Ordinariat, wobei noch Spenden in Höhe von ca. 50.000 Euro benötigt werden. Am 23. April 2022 wurde die Loretokapelle feierlich wiedereröffnet.